# Джайтрасімха
Джайтрасімха (гінді जैत्र सिंह; д/н — 1252) — магараджахіраджа Мевару в 1213—1252 роках. Відомий також як Джайтра Сінґх.

## Життєпис
Походив з династії Гухілотів, старшої гілки Равал, молодшої лінії Кумарасімхи. Син магараджи Падмасімхи. 1213 року посів трон. Невдовзі стикнувся з вторгнення делійського султана Ілтутмиша, який захопив столицю Мевару — Дунгарпур. Джайтрасімха переніс столицю до Нагаду (Нагду), де опинився в облозі. Йому на допомогу прийшов Вірадхавала Вагела з Лати (південний Гуджарат), змусивши мусульманське військо відступити.
Відомо про війну проти Джайтрамалли, магарджи Ваґаду (з династії Гухілотів, старшої гілки Равал, старшої лінії Самантасімхи). Можливо Джайтрамалла намагався скористатися протистоянням Джайтрасімхи і султана Ілтутмиша для відновлення влади своєї родини в Меварі. Жодна зі сторін не досягла успіху, уклавши зрештою мирний договір.
На початку 1220-х років скористався з складнощами Делійського султанату внаслідок монгольського вторгнення для відновлення володінь та наступу на мусульманські залоги в Раджастані. Спільно з Удаясімхою Чаухан, магарджею Джалол, переміг султанські війська в Наддулі, відвоювавши це місто. За різними відомостями передав це володіння Удаясімхи чи поставив там свого намісника. Ймовірно десь в цей час прийняв титул магараджахіраджа (цар царів).
1227 року зіткнувся з новим вторгненням султана Ілтутмиша, який захопив та зруйнував столицю Мевару — Нагаду, але в наступній битві біля Бхуталі Джайтрасімха здобув перемогу над ворогом, внаслідок чого делійське військо відступило. Джайтрасімха повернув столицю до Читтору.
Потім завдав поразки Ваґабгаті Чаухан, магарджи Рантхамбору, який вимушен був визнати зверхність Мевару. Напочатку 1240-х років виступив проти Трідгуванапали Соланка, магараджахіраджи Гуджари. Але зазнав поразки й вимушен був визнати зверхність того. Проте вже 1244 року, коли було повалено Васудевою Вагела, скинув з Мевару цю залежність, а невдовзі відвоював старовину столицю Мевару — Ахар, яка знову стала резиденцією володаря.
В подальшому намагався зміцнити набуте та забезпечити мир з могутніми сусідами. 1248 року проти нього виступив Балбан, фактичний правитель Делійського султанату. Але меварська залога Читтору витримала облогу, а інші загони завдавали дошкульних ударів ворогові, що спричинило відступ того. Помер 1252 року (за іншими відомостями1 250). Йому спадкував син Теджасімха.